# Ванда Щепанська
Ванда Габріела Щепанська (пол. Wanda Gabriela Szczepańska; нар. 10 березня 1895, Варшава, Польща, Російська імперія — пом. 5 листопада 1970, Варшава, Польща) — польська акторка.

## Біографія
Ванда Габріела Щепанська народилася 10 березня 1895 року у Варшаві в сім'ї Йозефа Щепанського і його дружини Клементини. Навчалася в середній школі у Варшаві, а в 1911—1913 роках в підготовчій школі. З 1913 року виступала на сцені театрів у Варшаві та Плоцьку. В подальшому грала в гастрольних трупах у Росії, зокрема у жовтні 1914 року в  Санкт-Петербурзі. В останній період Першої світової війни була медсестрою на північному фронті. У міжвоєнний період Щепанська виступала у Варшаві, Лодзі, Каліші та Вільно та до 1941 року грала у Польському драматичного театрі.
Під час окупації Польщі Ванда Щепанська мешкала у Варшаві та працювала на кухні Товариства польських акторів (пол. Stowarzyszenie Polskich Artystów Teatru, Filmu, Radia i Telewizji, ZASP). У 1941 році вона знялася в нацистському пропагандистському антипольському фільмі режисера Густава Учицкі «Повернення додому». У 1944 році указом Польського комітету національного звільнення Щепанській та ще чотирьом польським акторам за участь у фільмі було висунено звинувачення. У 1948 році Окружний суд Варшави засудив Ванду Щепанську до 12 років в'язниці.
З 1945 року Щепанська належала до трупи муніципального Драматичного театру у Варшаві, а після його ліквідації у 1949 році працювала до виходу на пенсію у 1964 році в Театрі Повшехни. Останні роки свого життя провела у притулку ветеранів польської сцені у Сколімові.
Ванда Щепанська померла 5 листопада 1970 року у Варшаві, де й похована на Вольському цвинтарі.

## Фільмографія (вибіркова)
| Рік  | Назва українською    | Оригінальна назва   | Роль                              |
| ---- | -------------------- | ------------------- | --------------------------------- |
| 1941 | Повернення додому    | Heimkehr            | білетерша в кінотеатрі            |
| 1949 | За вами підуть інші… | Za wami pójda inni… |                                   |
| 1953 | Три повісті          | Trzy opowiesci      | Вержбицька (епізод «Справа коня») |
| 1957 | Малюнки вугіллям     | Szkice weglem       |                                   |